# Јонида Малићи
Јонида Малићи (алб. Jonida Maliqi; Тирана, 26. март 1983) албанска је певачица и телевизијски водитељ.

## Почетак каријере
Музичку каријеру започела је као тринаестогодишња девојчица учешћем на музичком фестивалу Festivali i Këngës са песмом Planeti i fëmijëve" коју је отпевала у дуету са Александером Рапијем. Годину дана касније поново наступа на истом фeстивалу, овај пут у дуету са Кастриотом Тушом, певајући песму посвећену Мајци Терези која се звала "Flas Me Engjëllin Tim". Соло каријеру започиње 1999. године песмом Do jetoj pa ty која јој је донела друго место и највећи успех у дотадашњој каријери, на фестивалу Festivali i Këngës.

## Каријера
После успешног соло дебија 1999. године, Малићи учествује на Festivali i Këngës још три узастопне године са песмама "Çast", "Ik" and "Do Humbas Me Ty" које су заузеле треће место на 41. издању фестивала. Године 2001. Малићи је студирала на Академији уметности под менторством реномиране албанске професорке Нине Муле. Године 2003, Малићи је освојила награду „Најбољи извођач“ на фестивалу "Kënga Magjike" за песму "Vetëm Një Natë", док је 2004. године освојила награду „Етно музика“ за песму "Nuk Kam Faj Që Robëroj".
2006. године на свој рођендан је објавила свој дебитантски албум "Nuk Të Pres". Године 2011, Малићи се вратила на "Kënga Magjike" са песмом "Thesar pa Emër" за коју је освојила "Çesk Zadeja Award". Године 2013. освојила је "Jon Music Award" за песму "Ti", а затим је проглашена водитељицом прве сезоне "The Voice Kids Albania", али се повукла због раније договорених обавеза. Исте године, Малићи је глумила у мјузиклу "Ромео и Јулија". Године 2014. била је домаћин четврте сезоне албанске верзије "Dancing with the Stars", док је 2015. године издала нову песму "Jam Bërë Si Ti" која је постала велики хит.
У децембру 2018. са песмом Ktheju tokës (срп. Врати се у домовину) побеђује на такмичењу Festivali i Këngës и тако постаје шеснаестим по реду представником Албаније на Песми Евровизије 2019. у Тел Авиву. У Тел Авиву је прошла у финале из другог полуфинала, а у финалу је била 17. са 90 поена.

## Лични живот
Приватни живот Јониде Малићи био је подвргнут контроли медија од њеног дебија на сцени до почетка 2000-их. Тада се удала за албанског бизнисмена, Гента Призренија, на приватном луксузном венчању. У марту 2017. године, пар је објавио развод. Јонида и Гент имају сина по имену Дан.

## Дискографија
Студијски албуми
- (2005)
- (2013)